# Hera (компания)
Hera — итальянская компания, работающая в сфере коммунального хозяйства. Осуществляет снабжение бытовым газом, электроэнергией и водой, а также вывоз и переработку отходов. Обслуживает 4,2 млн клиентов в 311 муниципалитетах, основными центрами деятельности являются Болонья, Модена, Триест, Имола, Феррара, Падова, Равенна и другие города северной Италии.

## История
Hera была создана 1 ноября 2002 года в результате объединения 11 компаний коммунального хозяйства на севере Италии; в сумме они работали в 139 муниципалитетах. В июне 2003 года 44,5 % акций компании было размещено на бирже. В следующие годы Hera начала поглощать коммунальные предприятия в других регионах Италии, в частности в 2004 году был куплен оператор коммунальных услуг Равенны, а в 2005 году — Модены. В 2013 году была приобретена компания Acegas-Aps, работавшая в Триесте и Падуе, а в 2014 году — Amga из Удине.

## Деятельность
Основные направления деятельности по состоянию на 2023 год:
- снабжение бытовым газом — за год было продано 10,7 млрд м³, 52 % выручки;
- снабжение электроэнергией — за год было продано 14,5 млрд кВт-ч, 29 % выручки;
- мусор — вывоз и переработка отходов, 10 % выручки;
- водоснабжение — обеспечение водопроводной водой, водоотвод, очистка сточных вод, 6 % выручки;
- другое — уличное освещение и другая деятельность, 2 % выручки.

В списке крупнейших публичных компаний мира Forbes Global 2000 за 2024 год Hera заняла 1813-е место.

## Акционеры
Акции компании котируются на Итальянской фондовой бирже, однако основными акционерами являются муниципальные власти городов Италии, в частности Болоньи (8,4 %), Имолы (7,3 %), Модены (6,5 %), Равенны (4,9 %), Падовы (3,1 %), Удине (3,0 %).